# Зіндельбурзький костел
Зіндельбурзький костел святого Івана Хрестителя РКЦ (нім. Pfarrkirche Sindelburg) — костел, розташований в ринковому містечку Вальзее–Зіндельбург округу Амштеттен Нижньої Австрії. Належить римо–католицькій парафіяльній громаді, освячений на честь святого Івана Хрестителя. Костел відноситься до Амштеттенського деканату, єпархії Санкт–Пельтен.

## Історія
В ХІ столітті тут була велична парафія Зунілбургер, яка згадується в документі 1111 року. З 1576 по 1627 рік церква була протестантською. Парафія має найстаріші реєстри в єпархії Санкт–Пельтен, датовані 1581 роком. Рік 1504 на північному порталі свідчить про пізню готику розширення костелу. У 1750 році в костелі сталася пожежа. В 1893 і 1990 роках костел реставрували.

## Розташування
Завдяки відкритому ландшафтному розташуванню, в містечку, здалеку видно масивну пізньоготичну церкву, яку ще називають «Моствіртельським собором» через її могутню вежу. Поверхні стін, оточені контрфорсами та освітлені вузькими вікнами, крутий двосхилий дах і 50-метрова вежа з гострим шоломом, відреставрована в ХІХ столітті, досі надають Зіндельбурзькій парафіяльній церкві характерний, майже зухвалий вигляд, як «могутній божий замок». Кілька ремонтів церкви, останній у 1990 та 1991 роках, представляють парафіяльну церкву як витвір великої церковної архітектури. З цвинтаря, що оточує церкву, відкривається широкий вид на північ на сусідній Верхньоавстрійський Мюльфіртель, Дунайську низовину Махланду та місто Вальзее з його трьома вежами: замком, ратушею та церквою Св. Анни.

## Інтер'єр

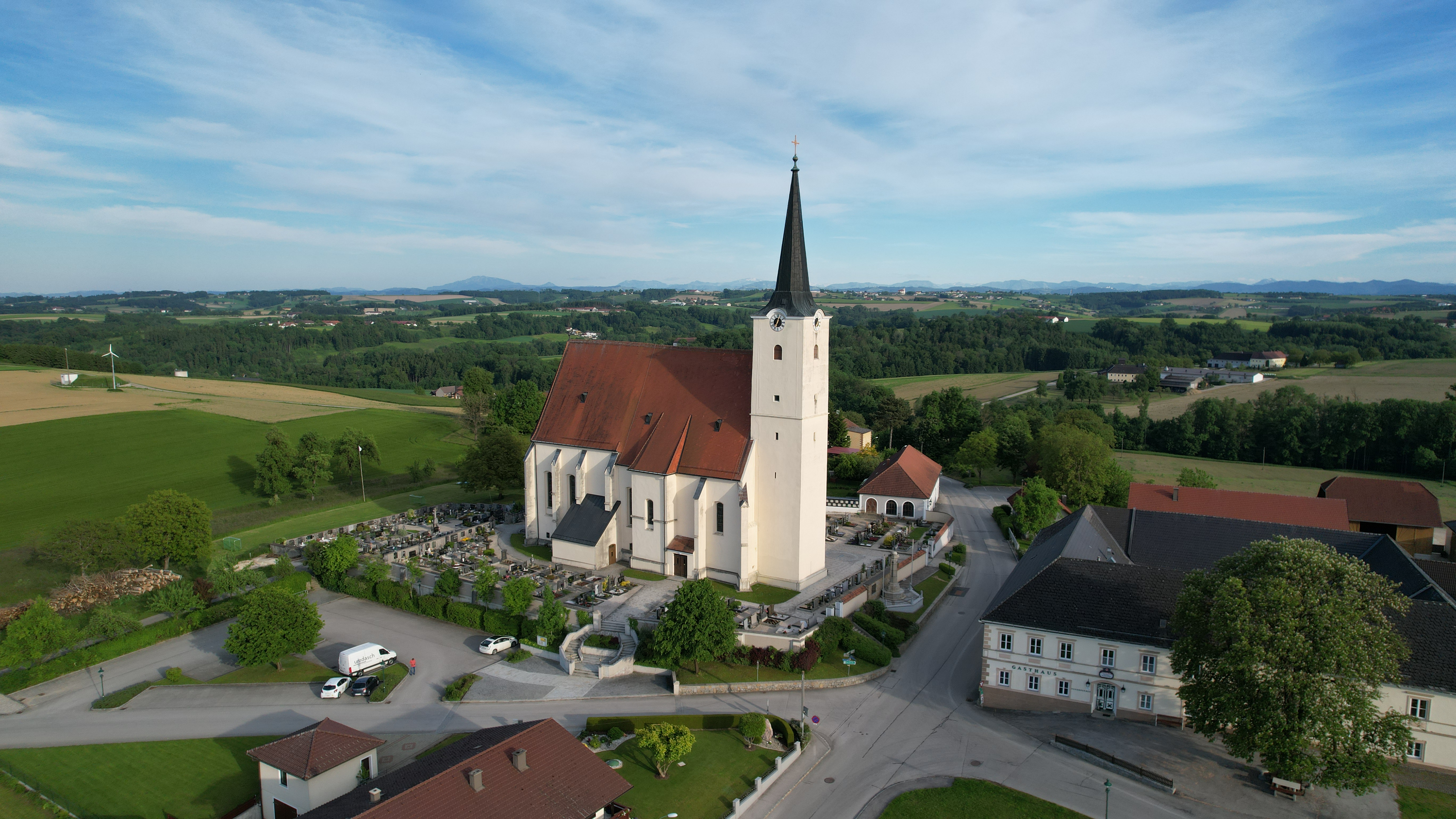
Вид з висоти.

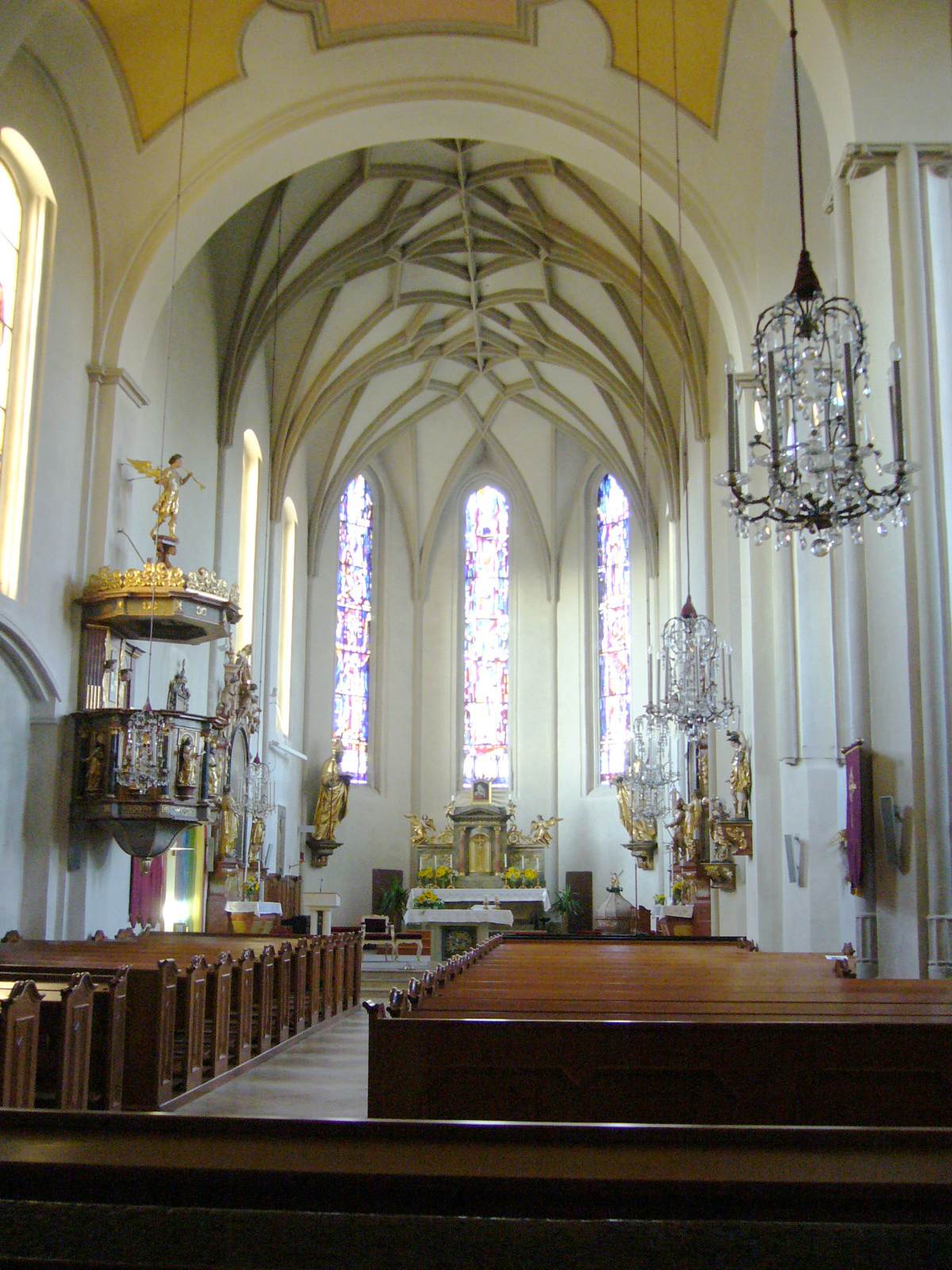
Інтер'єр костелу.

Пізньосередньовічний характер відображено у могутніх дерев'яних південних воротах зі старовинним оснащенням, включаючи тягове кільце та багато профільований кам'яний портал, з надписом «1504» у верхній частині поруч із двома гербами Уоллсіра — ймовірно, рік, коли бічний неф був завершений, наприкінці останнього з трьох готичних етапів будівництва церкви. Початкове, суто готичне просторове враження суттєво змінила пожежа костелу 1750 р., коли частково зруйнувалося пізньоготичне склепіння, тому що три рами в головному та бічних нефах отримали нове, барокове склепіння.
Більш ранній, пізній класицистичний вівтар 1832 р. мав великий напрестольний образ із зображенням хрещення Христа. Під час реконструкції 1963 р. цю вівтарну конструкцію було видалено, щоб знову було видно три великі вікна хору; Вівтарний образ потрапив до парафіяльної церкви (і колишньої Зіндельбурзької філійної церкви) Оеда і з тих пір встановлений там як фреска правого заднього вівтаря. На скинії, яка збереглася досі, розміщено зображення Маріягільфи з німбом променів. Дві великі барокові консольні статуї датуються XVIII століттям; Вони представляють святих: Миколая (ліворуч, з книгою і трьома золотими кулями) і св. Августина (праворуч, батько латинської церкви, з книгою та палаючим серцем).
Вікна хору були прикрашені вітражами художника з Санкт–Пельтена Роберта Герферта в 1963 році. Середня присвячена покровителю храму ⇐, дві інші — св. Берта і св. Тереза. Решта скляних вікон створила віденська художниця Люція Їргаль у 1954 році. Під час внутрішнього ремонту костелу, здійсненого в 1990 році, і пов'язаної з ним перебудови святині згідно з настановами Другого Ватиканського Собору було створено також існуючий народний вівтар, виконаний мотив багатоокого апокаліптичного ягняти у кераміці зі скляною глазур'ю, розроблений Робертом Герфертом (на основі дизайну Вольфганга Центнера).
Два витончених настінних вівтаря в стилі пізнього рококо в хорі є одними з найцінніших предметів інтер'єру церкви, особливо завдяки їхнім картинам, обидва роботи відомого барокового художника Йоганна Мартіна Шмідта (Кремсер Шмідт; підпис і дата 1781). Чумний вівтар ліворуч показує на вівтарі Преображення св. Себастьяна, оточеного святими, яких колись шанували як покровителів від чуми. Навпроти праворуч — хліборобський вівтар, названий так на честь зображених на ньому святих, до яких зверталося переважно сільське населення: св. Леонгарда, поруч статуї св. Ісидора і Нотбурга фон Раттенберга. Над вівтарною жертовницею на передній стіні бічного приділу висить барокова картина розп'яття.
На хорах — красива пізньоготична купіль із червоного мармуру в клітинку. Пізніше добудовану кришку увінчує фігурне зображення хрещення Христа святим Іоаном Хрестителем. Статуї Мадонни з немовлям (контрреформаційний тип «Мадонни Перемоги», на колоні біля правого бокового вівтаря), св. Коломана (як паломника) і св. Флоріан (з лопатою для води). Заслуговують на увагу також ще барокові фігури розіп'ятого Спасителя з гілковим хрестом і черепом і Непорочної Діви Марії, які встановлені в тильній частині проходу. Над входом до бічної каплиці висить бароковий портрет Людини Скорботи в багатій рамі. Північна бокова кімната, яка тепер відокремлена від головної нави скляними дверима, була старою захристією до південного розширення нинішньої захристії близько 1775 року. Сьогодні «Капела Іоанна» використовується переважно для дитячої літургії. Картина нагадує патрона церкви Іоанна Хрестителя із зображенням сцени, в якій Захарія записує на восковій табличці ім'я свого сина, яке він щойно дізнався від Єлизавети за її попереднім натхненням, і таким чином відновлює здатність говорити. Зараз у ніші під північною галереєю встановлено скульптуру П'єта кінця ХІХ ст. Меморіальний орган єпископа Мемелауера датується 1966 роком (роботи фірми Градецького, Кремс), хоча сам корпус у стилі пізнього бароко-класицизму датується 1784 роком.

## Могили та епітафії
Зіндельбурзька парафіяльна церква має значну кількість настінних надгробків і мармурових епітафій періодів пізньої готики та ренесансу, починаючи з 1492 по 1627 роки. Камінь біля амвона, який уже досить потертий, є нагадуванням про останню жінку з Вальзее, Барбари фон Шаунберг, яка померла в 1506 році. Особливо красивим тут є орнамент із оленячих рогів, зображений над гербом. Найцікавішими в художньому та іконографічному відношенні надгробними пам'ятками є чотири ренесансні епітафії тодішніх протестантських власників замку та їхніх родин, прикріплених до правої стіни. Склеп доньки австрійського імператора Франца Йосифа І Марії Валерії — званий Ангел Валзее. У старій ризниці три могильні плити, підняті з могили в 1990 р.: Ганс Райнпрехт Райхенбург (1570 р. з гербом альянсу), Саломея Кельнпек (1616 р.), Німрод Кельнпек (1620 р.), кожна з трьома зонами з гербом. На хорі гербова епітафія з хронограмою Сигізмунда Енгстлера (1721 р.) На хорах є надгробки священиків XVII—XIX ст., серед яких: Зігмунд Айгнер і Андреас Мундл (обидва 1516 р.). На східній зовнішній стіні хору знаходиться склеп власників замку Валзке, в якому, між іншим, похований, окрім ерцгерцогині Марії Валерії, її чоловік, ерцгерцог Австрійський Франц Сальватор.